# جون أ. غارسيا
جون أ. غارسيا (بالإنجليزية: John A. Garcia)‏ هو شخصية أعمال أمريكي، ولد في 1949 في جليقية في إسبانيا.